# Pystira ephippigera
Pystira ephippigera är en spindelart som först beskrevs av Simon 1885.  Pystira ephippigera ingår i släktet Pystira och familjen hoppspindlar. Inga underarter finns listade i Catalogue of Life.